# Spin des nucléons
Le spin des nucléons décrit la structure partonique du spin angulaire intrinsèque des nucléons (proton et neutron). La question principale est de savoir comment le spin du nucléon, dont la magnitude est 1/2ħ, est transporté par les partons le composant (quarks et gluons). Avant les années 1980, les scientifiques pensaient que les quarks portaient l'ensemble du spin du nucléon, mais des expériences ultérieures ont contredit ces attentes.
À la fin des années 1980, la Collaboration européenne des muons fit des expériences qui suggéraient que le spin transporté par les quarks n'était pas suffisant pour expliquer le spin total des nucléons. La découverte étonna les physiciens des particules et la recherche du spin manquant est parfois appelée « crise du spin du proton ».